# Zehner-Polka
Zehner-Polka, op. 121, är en polka av Johann Strauss den yngre. Den framfördes första gången den 24 november 1852 i Wien.

## Historia
I början av oktober 1852 lämnade Johann Strauss den yngre och hans orkester Wien för en turné som skulle ta dem (via konserter i Prag och Leipzig) till Berlin, Hamburg och Dresden. I den sistnämnda staden blev Strauss bekant med en lokal musikdirektör vid namn Hugo Hünerfürst (1827-67), som omedelbart välkomnade den unge wienaren in i sin närmaste bekantskapskrets. En ömsesidig vänskap uppstod snabbt mellan de två männen och på sin återresa stannade Strauss till i Dresden än en gång. Hünerfürst inbjöd då Strauss till en privat sammanslutning av tio människor vars intresse kan ha omfattats av spiritism och parapsykologi. Vid samma tidpunkt stod följande att läsa i pressen i Wien: "Ett sällskap på tio personer i Dresden har ställt flera frågor till Ouija-brädan, inklusive vad författaren till denna artikel gjorde i Wien vid tillfället. Svaret blev: 'Åt middag'. Nästa fråga: 'Var någonstans?' - Svar: 'På Zum Sperl' - 'Och var befann han sig tidigare?' - 'På teatern'. Sällskapet gjorde därefter efterfrågningar per brev huruvida brädan hade svarat rätt. Svaret kom från Wien: 'Ja, brädan hade rätt. På kvällen i fråga bevistade jag en föreställning av pjäsen 'Der Schatten' på Carltheater. Därefter begav jag mig med bekanta till Sperl där vi hängav oss åt kulinariska läckerheter'".
Strauss kan ha påbörjat skissa på den glada Zehner-Polka redan i Dresden och enligt en notis i tidningen Die Presse (23 november 1852) både beställdes och namngavs den av det privata tio-mannasällskapet där. Strauss framförde polkan vid en Katarina-bal den 24 november 1852 i danslokalen i Zum Sperl. Recensenten i Wiener Allgemeine Theaterzeitung (26 november 1852) skrev om balen och nämnde polkan med orden att "dess charmerande teman gladde så mycket att den fick tas om sex gånger".
Den 12 januar 1853 utgav förläggaern Carl Haslinger Zehner-Polka i en version för piano, violin och piano; samt för stor orkester. Framsidan till klaverutdraget bär Strauss inskription: "Komponerad till minne av ett Sällskap på 10 personer i Dresden, och tillägnat dem i vänskap".

## Om polkan
Av orsaker som inte förklaras i källorna finns denna polka tillgänglig i två versioner av olika längder, vilka tydligen också hade premiär samma dag och på samma plats. Båda versionerna har samma opus-nummer. Speltiden är ca 2 minuter och 39 sekunder eller 5 minuter plus minus några sekunder beroende på dirigentens musikaliska tolkning.